# Gregor Günther (Kirchenrechtler)
Gregor Günther (* vor 1480 in Frankfurt (Oder); † 1519 ebenda) war ein deutscher Kirchenrechtler.

## Leben
Nach dem Studium an der Universität Leipzig erwarb er dort in den 1480er Jahren das Bakkalaureat der Rechtswissenschaft. 1498 wurde er in seiner Heimatstadt bischöflicher Offizial und kurfürstlich-brandenburgischer Oberrichter.
Nach Gründung der Brandenburgischen Universität Frankfurt im Jahre 1506 gehörte er zu deren Lehrkörper. 1509 und 1515 wurde er zum Rektor der Universität gewählt. Neben seiner Lehrtätigkeit übte er weiter das Amt des Offizials aus. 1511 wurde er auch als Generalvikar des  Bistums Brandenburg genannt.
Günther gilt als Verfasser oder Initiator der antijudaistischen Druckschrift Warhafftig Sumarius der gerichts hendel, in der der Anlass, der Ablauf und die Folgen des Berliner Hostienschändungsprozesses von 1510 beschrieben werden. Vermutlich war er in seiner kirchlichen Funktion an diesem Prozess beteiligt.